# Dobřichov
Dobřichov (en allemand : Dobschichow) est une commune du district de Kolín, dans la région de Bohême-Centrale, en République tchèque. Sa population s'élevait à 765 habitants en 2020.

## Géographie
Dobřichov se trouve à 2 km au sud du centre de Pečky, à 14 km au nord-ouest de Kolín et à 43 km à l'est de Prague.
La commune est limitée par Vrbová Lhota au nord, par Ratenice et Cerhenice à l'est, par Plaňany au sud, et par Radim et Pečky à l'ouest.

## Histoire
La première mention écrite de la localité date de 1345.